# Suctorida
Ordre
Les Suctorida sont un ordre de Ciliés de la classe des Kinetofragminophora.

## Liste des familles
Selon GBIF (2 mai 2023) :
- Acinetidae Stein, 1859
- Acinetopsidae
- Allantosomatidae
- Choanophryidae
- Cometodendridae
- Corynophryidae
- Cyathodiniidae
- Dactylostomatidae
- Dendrocometidae
- Dendrosomatidae
- Dendrosomididae
- Dentacinetidae
- Enchelyomorphidae
- Endosphaeriidae
- Heliophryidae
- Manuelophryidae
- Multifasciculatidae
- Paracinetidae
- Paradodophryidae
- Parapodophryidae
- Periacinetidae
- Podophryidae
- Prodiscophyridae
- Rhabdophryidae
- Sphenophryidae
- Stylocometidae
- Tokophryidae
- Trichophryidae
- Urnulidae

## Systématique
Le nom valide de ce taxon est Suctorida Claparède & Lachmann (d), 1858.